# Abdissares

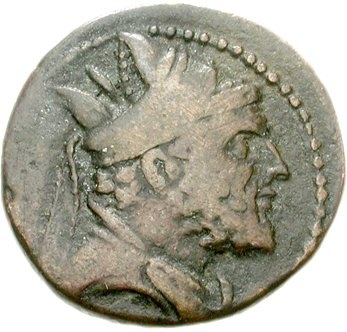
Abdissares

Abdissares war ein in der zweiten Hälfte des 3. Jahrhunderts v. Chr. lebender, nur durch Münzen bekannter König Armeniens.
Abdissares war wahrscheinlich der Sohn des Arsames, entstammte der Dynastie der Orontiden und dürfte um 225–215 v. Chr. in Armenien regiert haben. Auf der Vorderseite seiner Münzen erscheint sein Porträt, wobei er eine spitze Tiara trägt; auf der Rückseite wird er auf Griechisch als Basileos Abdissarou (d. h. „König Abdissares“) tituliert. Sein Sohn war wohl Xerxes von Armenien. Offenbar stellte Abdissares die Tributzahlungen an die Seleukiden ein, da Polybios erwähnt, dass Antiochos III. dem Xerxes, nachdem er diesen 212 v. Chr. unterworfen hatte, den größten Teil jener Tributleistungen erließ, die Xerxes’ Vater schuldig geblieben war.